# Chouday
Chouday is een gemeente in het Franse departement Indre (regio Centre-Val de Loire) en telt 153 inwoners (1999). De plaats maakt deel uit van het arrondissement Issoudun.

## Geografie
De oppervlakte van Chouday bedraagt 28,6 km², de bevolkingsdichtheid is 5,3 inwoners per km².
De onderstaande kaart toont de ligging van Chouday met de belangrijkste infrastructuur en aangrenzende gemeenten.

## Demografie
Onderstaande figuur toont het verloop van het inwonertal (bron: INSEE-tellingen).